# Liste der Monuments historiques in Fouesnant
Die Liste der Monuments historiques in Fouesnant führt die Monuments historiques in der französischen Gemeinde Fouesnant auf.

## Liste der Bauwerke
| Bezeichnung                   | Beschreibung | Standort                   | Kennzeichnung | Schutzstatus | Datum | Bild           |
| ----------------------------- | ------------ | -------------------------- | ------------- | ------------ | ----- | -------------- |
| Kapelle Ste-Anne              |              | (Lage)                     | PA00089962    | Classé       | 1914  | weitere Bilder |
| Dolmen auf der Île Brunec     |              | (Lage)                     | PA00089963    | Classé       | 1978  | weitere Bilder |
| Kirche St-Pierre              |              | (Lage)                     | PA00089964    | Classé       | 1930  | weitere Bilder |
| Fort Cigogne                  |              | (Lage)                     | PA29000067    | Classé       | 2013  | weitere Bilder |
| Menhir de Beg-Meil            |              | (Lage)                     | PA00089965    | Classé       | 1930  |                |
| Menhir de Lanveur             |              | (Lage)                     | PA00089966    | Inscrit      | 1967  |                |
| Phare de Penfret (Leuchtturm) |              | Archipel des Glénan (Lage) | PA29000090    | Inscrit      | 2015  |                |
| Stele                         |              | Pen Ilis (Lage)            | PA00089967    | Classé       | 1968  |                |

## Liste der Objekte
- Monuments historiques (Objekte) in Fouesnant in der Base Palissy des französischen Kultusministeriums